# PCI DSS
PCI DSS (Payment Card Industry Data Security Standard) je soubor mezinárodních bezpečnostních standardů (norem), jejichž cílem je zamezit únikům citlivých dat o držitelích platebních karet. V podstatě se jedná o 12 požadavků, které jsou přenášeny na organizace, které zpracovávají, přenášejí nebo uchovávají data o držitelích platebních karet a transakcích (zejména banky, autorizační centrály, obchodníci akceptující platební karty).